# Roy Orbison
Roy Kelton Orbison, ameriški pevec, kitarist in skladatelj * 23. april 1936, Vernon, Teksas, † 6. december 1988, Nashville, Tennessee.

Roya Orbisona danes uvrščajo med glasbene legende in med pionirje Rock and rolla, saj je v svoji, kar štiri desetletja dolgi karieri, pomembno vplival na razvoj te glasbene zvrsti. 
Za vedno bo ostal znan po svojih velikih glasbenih uspešnicah, med njimi »Only the Lonely«, »In Dreams«, »Oh, Pretty Woman«, »California Blue«, »Crying«, »Running Scared« in »You Got It«, ki jih je prepeval s svojim prepoznavnim baritonom. Kot pevec je imel veliki glasovni razpon, ki je obsegal kar dve oktavi in pol. Vizuelno je bil prepoznaven po svojih sončnih očalih, brez katerih se ni pojavljal v javnosti. 

## Kariera
Roy Orbison  je začel kariero leta 1956, pri danes znameniti založbi Sun Records v Memphisu, s katero so imeli sklenjeno pogodbo tudi Elvis Presley, Johnny Cash, Jerry Lee Lewis, B.B. King in drugi.

## Nagrade in priznanja
Za zasluge na glasbenem področju je prejel številne nagrade in priznanja, tudi nagrado Grammy. Lega 1989 je bil uvrščen v Hram slavnih rokenrola (Rock and Roll Hall of Fame).